# 20843 Kuotzuhao
20843 Kuotzuhao è un asteroide della fascia principale. Scoperto nel 2000, presenta un'orbita caratterizzata da un semiasse maggiore pari a 2,3952139 UA e da un'eccentricità di 0,1445266, inclinata di 2,04494° rispetto all'eclittica.